# تایگر جی‌کی
سو جونگ کوان (کره‌ای: 서정권؛ زادهٔ ۲۹ ژوئیه ۱۹۷۴) همچنین با نام تایگر جی‌کی (انگلیسی: Tiger JK) نیز شناخته می‌شود، رپر، تهیه‌کننده موسیقی و کارآفرین کره‌ای آمریکایی است. او به خاطر تأسیس گروه هیپ هاپ کره‌ای درانکن تایگر و عضو آن شناخته می‌شود. او همچنین دو ناشر موسیقی، جانگل انترتینمنت و فیل گود میوزیک را تأسیس کرده‌است. او عضو گروه سه نفرهٔ هیپ هاپ کره جنوبی به نام MFBTY است.